# タビサ・スティーヴンス
タビサ・スティーヴンス（Tabitha Stevens、 1970年2月16日 - ）は、アメリカ合衆国のポルノ女優。ニューヨーク州ロングアイランド出身。

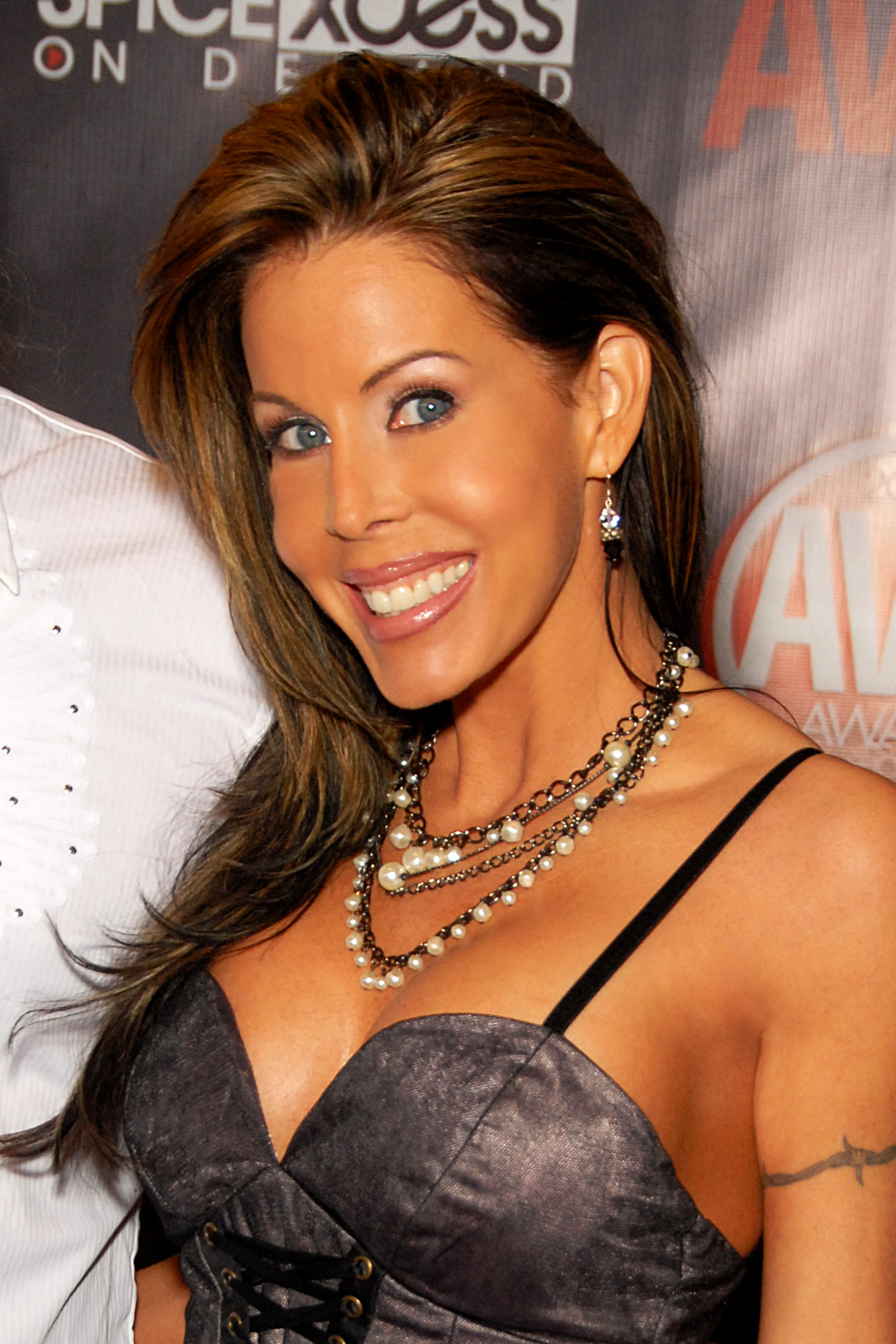
タビサ・スティーヴンス